# 埃利扬
埃利扬（法語：Elliant，法語發音：[ɛljɑ̃]）是法国菲尼斯泰尔省的一个市镇，位于该省东南部，属于坎佩尔区。

## 地理
埃利扬（47°59'42"N, 3°53'24"W）面积70.3 平方千米，位于法国布列塔尼大區菲尼斯泰尔省，该省份为法国最西部的省份，位于布列塔尼半岛西部，北西南三面环大西洋，东临阿摩尔滨海省和莫尔比昂省。
与埃利扬接壤的市镇（或旧市镇、城区）包括：科赖、埃尔盖加贝里克、朗迪达勒、朗戈朗、罗斯波尔当、圣伊维、图尔克。

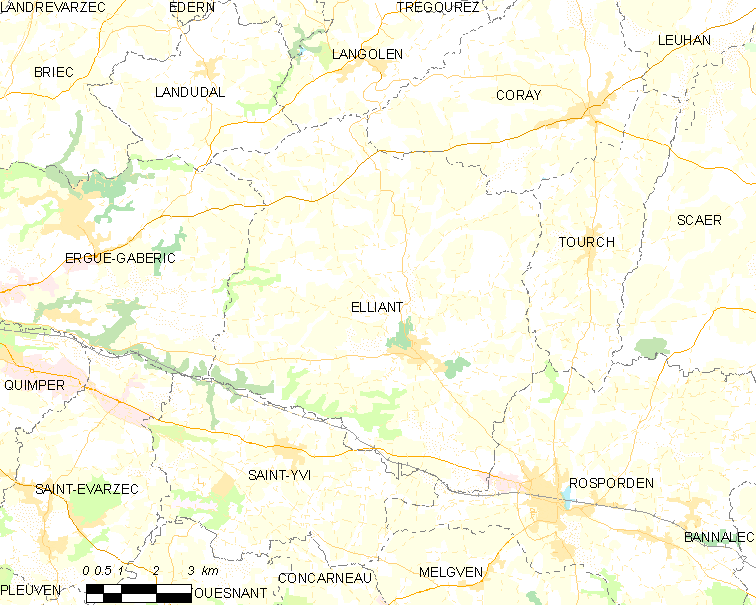
埃利扬的OSM定位图

埃利扬的时区为UTC+01:00、UTC+02:00（夏令时）。

## 行政
埃利扬的邮政编码为29370，INSEE市镇编码为29049。

## 政治
埃利扬所属的省级选区为孔卡诺县。

## 人口

1962-2008年间埃利扬人口变化图示

埃利扬于2022年1月1日时的人口数量为3379人。